# Abere
Abere é uma mulher demônio da mitologia da Melanésia. É retratada como uma mulher "selvagem", com séquito de moças.
Segundo a lenda, Abere, reside em pântanos. Nestes lugares atrai as pessoas usando sua beleza e, em seguida, o agarra fazendo com que canas cresçam ao redor delas. Uma vez aprisionados, ela os devora.